# Barral (Arteijo)
Barral (llamada oficialmente O Barral) es una aldea española situada en la parroquia de Arteijo, del municipio de Arteijo, en la provincia de La Coruña, Galicia.

## Demografía
| Gráfica de evolución demográfica de Barral entre 2000 y 2018 |
|                                                              |
| Datos según el nomenclátor publicado por el INE.             |